# Hyperacrius
Hyperacrius är ett släkte av däggdjur som ingår i familjen hamsterartade gnagare.

## Beskrivning
Dessa sorkar förekommer i norra Pakistan och angränsande regioner. De vistas där i 1800 till 3600 meter höga bergstrakter som är täckta av fuktiga skogar och bergsängar.
Kroppslängden (huvud och bål) är 9,5 till 14 cm och därtill kommer en 2,5 till 4 cm lång svans. Individerna väger 20 till 60 gram. Pälsen är allmänt rödbrun till mörkbrun på ovansidan och något ljusare till vitaktig på buken. H. wynnei skiftar pälsfärg under årets lopp och är några månader gulbrun på ryggen.
Arterna skiljer sig från närbesläktade sorkar i skallens och tändernas konstruktion. Tummen har en nagel och alla andra tår är utrustade med klor.
Hyperacrius gräver tunnlar kort under markytan där de letar efter föda och djupare tunnlar där de vilar och föder sina ungar. Arterna håller ingen vinterdvala. Födan utgörs av gräs, stjälkar och rötter.
Fortplantningen sker under våren och sommaren och honor har upp till tre kullar per år. Per kull föds vanligen två eller tre ungar.

## Hyperacrius och människor
Arterna betraktas av vissa bönder som skadedjur när de äter rotfrukter. Sorkarna hotas själv av konkurrensen med boskapsdjur. IUCN listar Hyperacrius fertilis som nära hotad (NT) och Hyperacrius wynnei som livskraftig (LC).

## Systematik
Arter enligt Catalogue of Life:
- Hyperacrius fertilis
- Hyperacrius wynnei